# Una di quelle
Una di quelle, noto anche come Totò, Peppino e... una di quelle, è un film italiano del 1953 diretto, prodotto, co-interpretato e co-sceneggiato da Aldo Fabrizi.
Il film è tratto da una novella di Giorgio Bianchi.

## Trama
Rocco e suo fratello Martino sono due ricchi tenutari di campagna che scendono in città in cerca di avventure.
Maria è una vedova con un figlio a carico, indebitata col padrone di casa, che cerca di tirare avanti con piccoli lavori di sartoria. Un giorno riceve la visita di una vicina di casa, prostituta, che le chiede un favore di sartoria. Elogiando la bellezza di Maria, e capendo le sue difficoltà economiche, la prostituta le suggerisce di tentar la stessa professione, a suo parere l'unico modo per una donna sola di trovare il denaro per poter vivere.
Disperata dalla situazione personale ed economica e prossima allo sfratto, Maria accetta a malincuore il consiglio e la sera stessa, dopo aver lasciato il figlio a casa di una vicina, si reca in un locale notturno, imbattendosi proprio nei due benestanti uomini di campagna. Il suo fascino discreto e sfuggente fa immediatamente colpo su Rocco, che la corteggia e la invita a uscire dal locale per andare in un albergo, chiedendo a Martino di aspettare il suo turno con la donna e di seguirli a distanza.
Dopo aver cercato inutilmente di affittare una camera d'albergo, i due vanno a casa di lei. L'uomo, credendo di avere a che fare con una prostituta esperta, le espone chiaramente le sue intenzioni, ma Maria, ancora combattuta e riluttante, non vuole lasciarsi andare. D'un tratto il vicino di casa suona alla porta, riconsegnando a Maria il figlio che presenta difficoltà a respirare e febbre alta. Rocco, assistendo alla preoccupazione della madre, corre in una farmacia notturna alla ricerca di un dottore.
Uscendo, incontra Martino, ma non gli dice nulla di quanto sta accadendo in casa, lasciandogli credere che si stia piacevolmente intrattenendo con la donna. Trovato il dottore e accompagnatolo alla casa, si scopre che le condizioni del piccolo sono gravi e Rocco viene mandato a comprare alla farmacia un siero contro la difterite, in modo da fermare l'infezione ed evitare al piccolo un intervento d'urgenza di tracheotomia. Durante l'assenza di Rocco, Maria è disperata sia per paura di perdere il figlio, sia nel timore che l'uomo non mantenga fede all'impegno, andandosene via. Dopo alcune difficoltà e ostacolato dal maltempo, Rocco riesce a trovare la medicina e torna giusto in tempo per evitare il peggio. Passato il pericolo, il dottore, che scambia la strana riservatezza tra Rocco e Maria per un rapporto conflittuale tra marito e moglie, li invita ad andare maggiormente d'accordo e prescrive una cura per il figlio. Suggerisce poi alla madre, anemica, di mangiar di più e a recarsi in campagna.
Rimasti soli, Maria e Rocco parlano ancora per il poco tempo rimasto prima che il treno riporti l'uomo a casa. Maria le confessa di non essersi mai prostituita rivelandogli anche la sua situazione, e ringrazia Rocco per la bontà e dolcezza dimostrate e per quanto fatto nonostante fossero estranei.
L'uomo, che già aveva intuito la situazione, poco dopo la invita elegantemente insieme al figlio nella sua tenuta di campagna, facendole con eleganza intendere che lì conosce "un uomo solo", desideroso di aver una donna a casa ad attenderlo.
Infine, mentre si allontana, oltre alla quota lasciata la sera prima sotto una scatola di cioccolatini per la "prestazione", aggiunge di nascosto vari altri biglietti da mille lire. All'alba, i due si salutano insieme al bambino che si è svegliato e sembra guarito: Rocco e Martino si incamminano verso la stazione, salutando la donna al balcone e invitandola al loro paese, Montefiori.

## Produzione
Il film fu girato tra il novembre 1952 e il gennaio 1953, ed è stato il secondo film della coppia Totò-Peppino, nonché il secondo che Totò e Fabrizi girarono insieme, reduci dal grande successo di Guardie e ladri (1951).
Il film mostra come, già molto prima dell'entrata in vigore della Legge Merlin, diverse donne si prostituissero al di fuori delle case di tolleranza.

## Critica
- "Totò ha spremuto dal personaggio ogni minima occasione per costruire una figura non labile, la cui comicità si colora di una vena crepuscolare, la quale può valere, ancora una volta, di indice delle enormi possibilità, pur sempre vergini, di questo straordinario commediante" (Giulio Cesare Castello)
- "Totò e Peppino De Filippo sono i due provinciali e i loro duetti sono assai divertenti" (Ermanno Contini)